# 能登町立柳田中学校
能登町立柳田中学校（のとちょうりつ やなぎだちゅうがっこう）は、石川県鳳珠郡能登町にある町立中学校。

## 通学区域
能登町立柳田小学校の通学区域